# Ciumani
Ciumani é uma comuna romena localizada no distrito de Harghita, na região histórica da Transilvânia. A comuna possui uma área de  km² e sua população era de 4460 habitantes segundo o censo de 2007.